# 오가쓰정
오가쓰정(雄勝町)은 미야기현 북동부에 존재하던 태평양에 면한 마을이다. 2005년 4월 1일, 합병에 의해 새로운 이시노마키시의 일부가 되었다.

## 지리
미야기현 북동부 오시카군 동쪽 끝에 위치하고 동부는 태평양에 면하고 북쪽으로 메이진 만, 남쪽으로 오가쓰 만을 가진 마을이다. 마을 면적의 80% 이상을 산림이 차지하기 때문에 도시개발 진행이 더디고 있었다.

## 기후
기후는 해양성 기후로 평균 기온은 약 13℃이다.

## 역사
오가쓰는 벼루로 유명했고 매년 가을에 가리비 축제를 열었다.
- 1889년 4월 1일 - 정촌제 시행과 함께 오시카군 이와소마촌이 성립하였다.
- 1941년 4월 1일 - 정으로 승격해 오가쓰정이 되었다.
- 1964년 10월 - 정장이 제정되었다.
- 2005년 4월 1일 - 이시노마키시, 모노정, 가난정, 가호쿠정, 기타카미정, 오시카정과 합병해 새로운 이시노마키시가 되었다.

## 행정
- 폐정 시의 정장 : 야마시타 슈로(山下壽郎)

## 교통

### 도로
- 국도 398호선